# Коробов Хутор
Коробов Хутор (укр. Коробів Хутір; до 2025 годах — Коропово) — село,
Задонецкий сельский совет,
Змиёвский район,
Харьковская область, Украина.
Код КОАТУУ — 6321782505. Население по переписи 2001 года составляет 159 (71/88 м/ж) человек.

## Географическое положение
Село Коропово находится на правом берегу реки Северский Донец, выше по течению в 4-х км расположено село Гайдары, ниже по течению в 4,5 км — село Сухая Гомольша; на противоположном берегу расположен большой массив садовых участков.
Русло реки сильно извилисто, образует много лиманов и заболоченных озёр, в том числе озёра Лопуховое, Коропово (Коробово), Мостовое, Длинное (Долгое), Перегон.
Село окружено большим лесным массивом (дуб).
На берегу реки много домов и баз отдыха.

## Происхождение названия
Село раньше называлось Коробов Хутор. Название происходит от одноимённого озера.

## История
В хазарское время здесь существовало городище с каменной цитаделью и двумя грунтовыми линиями обороны. Близлежащее селище занимало площадь около 30 га.
1668 — дата первого упоминания монастыря, что собой дал начало селу
В XVIII ст. на месте этого села стоял Николаевский казацкий монастырь, а на другом, левом берегу Северского Донца, где ныне озеро Коропово, тогда был Коробов хутор.

## Экономика
- Развлекательный гостиничный комплекс «Carnaval Resort & Spa».
- Ресторан европейской кухни «Венеция».
- Ресторан славянской кухни «Емеля».
- Гостевой дом «Пенаты».
- Гостиница «Коробки».
- База отдыха «Коробки».
- База «Под Казачьей Горой».
- Мини-гостиницы «Белое Озеро», «Капитан Морган».
- База отдыха «Біла Хата».

## Достопримечательности
- Национальный парк «Гомольшанские леса».
- Казацкий дуб, которому около 400 лет — памятник природы.
- Руины казацкого Змиёвского Свято-Николаевского монастыря.